# أكلونيفين
أكلونيفين هو مركب عضوي ثنائي فينيل الإيثر يستخدم كمبيد أعشاب  في الزراعة منذ ثمانينيات القرن العشرين. 
كانت آلية عمل الأكلونيفين غير مؤكدة، حيث تشير الأدلة إلى أنه قد يتداخل مع التخليق الحيوي للكاروتين، أو يثبط إنزيم البروتوبورفيرينوجين أوكسيداز، ويمكن أن تؤدي كلتا الآليتين إلى التأثير الملحوظ على النبات بالكامل، والذي يتمثل في تبييض الأوراق (إزالة لون الورقة). ويتميز المركب أيضًا بالخصائص الكيميائية لمجموعة النيترو المرتبطة بثنائي فينيل الإيثر، والمعروفة بتأثيرها على إنزيم البروتوبورفيرينوجين أوكسيداز تمامًا مثلما يحدث مع الأسفلورفن على بيل المثال. كما كشفت المزيد من الأبحاث في عام 2020 أن للأكلونيفين طريقة عمل مختلفة وجديدة، تستهدف سينسيز سولانسيل ثنائي الفوسفات الذي قد يتسبب أيضًا في تبييض أوراق النبات.

## لمحة تاريخية
تعتبر إيثرات النيتروفينيل فئة معروفة للغاية من مبيدات الأعشاب، ولعل أقدمها كان النيتروفين الذي اخترعته شركة روم وهاس وطرحته للبيع لأول مرة في عام 1964.
 

أصبح البحث في مجال تطوير مبيدات الأعشاب تنافسيًا للغاية، ففي عام 1969 قدمت شركة موبيل للنفط مشابهًا بنيويًا للنيتروفين، وهو مركب البيفينوكس، والذي حلت فيه مجموعة COOCH3 مجاورة لمجموعة النيترو، وحصلت الشركة على براءة اختراع المركب في عام 1974، وطُرح منتج البيفينوكس بالأسواق لأول مرة في عام 1981، وفي نفس الوقت طرحت شركة روم وهاس بالأسواق أيضًا في عام 1980 مركب الأسفلورفين، والذي كان له خصائص محسنة كثيرًا تغطي تأثير مجموعة واسعة من مبيدات الأعشاب، كما كان آمنًا بشكل جيد للاستخدام في محاصيل فول الصويا. كانت الشركة قد حصلت على أول براءة اختراع لهذه المادة في ديسمبر 1975.

نتروفين
بيفينوكس
أسيفلورفين

كان العلماء في شركة سيلاميرك يعملون أيضًا على مشابهات بنيوية تحتفظ بالشق 4-نيترو ثنائي فينيل الإيثر، وأثمر عملهم في عام 1978 حين قدموا براءة اختراع ذات نطاق ضيق نسبيًا والتي ادعت أن هذه المركبات تحتوي على مجموعة أمين مجاورة لبديل النيترو، إلى جانب وجود ذرة كلور إضافية بين الأمين والأكسجين في ثنائي فينيل الإيثر.
وُصف مركب 2-كلورو-3-فينوكسي-6-نيترو الأنيلين بكونه مبيدًا انتقائيًّا للأعشاب، بحيث يمكن باستخدامه السيطرة على الحشائش الهامة في محاصيل النباتات ثنائية الفلقة، كما امتد هذا التأثير المخفض لتضرر المحصول إلى بعض محاصيل الحبوب.
طورت شركة روم بولنك مركب الأكلونيفين بعد ذلك وطرحته في عام 1983 في السوق الأوروبي تحت رقم الكود RPA099795.

## التحضير

تحضير الأكلونيفين

يمكن تحضير مركب الأكلونيفين كما هو وُصف لأول مرة في براءات اختراع شركة سيلاميرك من تفاعل مركب 2،3،4-ثلاثي كلورو نيترو البنزين في الأوتوكلاف مع الأمونيا في ثنائي ميثيل السلفوكسيد. ثم تتم معالجة الأنيلين الوسيط بفينولات البوتاسيوم في تخليق إيثر أولمان باستخدام الأسيتونيتريل كمذيب.

## آلية العمل
كانت الآلية التفصيلية لعمل مبيدات الأعشاب التي تنتمي إلى فئة نيترو ثنائي فينيل الإيثر مثل الأسيفلورفن غير معروفة في الوقت الذي اخترعت فيه. وكانت التأثيرات المرئية الظاهرة على النباتات الكاملة لهذه المركبات هي الإصابة بشحوب الأوراق، والجفاف. وفي عام 1983 قُدّمت العديد من الفرضيات فيما يتعلق بالتفاعلات على المستوى الجزيئي والتي قد تفسر هذه الأعراض. ولكن حلول عام 1992، أصبح من الواضح أن معظم مركبات هذه الفئة تثبط إنزيم البروتوبورفيرينوجين أوكسيداز، مما يؤدي إلى تراكم البروتوبورفيرين التاسع في الخلايا النباتية، وهو محسس ضوئي قوي ينشط الأكسجين، مما يؤدي إلى تكون فوق أكسيد الليبيد، ويكون كل من الضوء والأكسجين مطلوبان لقتل الحشائش في هذه العملية.
أثبت بعد ذلك أن مركب الأكلونيفين مثبط لإنزيم البروتوبورفيرينوجين أوكسيداز، ولكن بالإضافة إلى ذلك كان له تأثيرات على تخليق الكاروتين في النباتات عن طريق تثبيط  الفيتون ديساتوراز بتركيزات مماثلة في المختبر. أدى ذلك إلى استنتاج مفاده أنه الأكلونيفين يعمل كمبيد للأعشاب من خلال آلية عمل مزدوجة. كشفت الأبحاث الإضافية بعد ذلك في عام 2020 أنه من المحتمل أن يكون للأكلونيفين طريقة عمل مختلفة تمامًا وجديدة تستهدف سينسيز سولانسيل ثنائي الفوسفات. وبناءًا على ذلك صُنّف المركب في مجموعته الخاصة في قاعدة بيانات لجنة مقاومة مبيدات الأعشاب لأغراض إدارة المقاومة النباتية للمركب.

## الاستخدامات
حصل مركب الأكلونيفين على الموافقة والترخيص للاستخدام في الاتحاد الأوروبي، وهي العملية التي تتم من خلال مستويين، فقبل أن يتم تطوير منتج مركب لإدخاله إلى السوق، يجب أن يقوم الاتحاد الأوروبي بالموافقة على المادة الفعالة، ثم يجب الحصول على إذن لهذا المنتج من كل دولة عضو بالاتحاد الأوروبي يريد مقدم الطلب بيع منتجه لها. بعد ذلك يكون هناك برنامج مراقبة للتأكد من أن بقايا المبيدات في الغذاء أقل من الحدود التي وضعتها هيئة سلامة الغذاء الأوروبية. وفي حالة الأكلونيفين فإن المكون الفعال في المركب مسجّل ومصرح به للاستخدام في مكافحة الأعشاب الضارة في المحاصيل مثل محاصيل الحبوب والبطاطا وعباد الشمس، وهو آمن بشكل خاص لعباد الشمس بسبب التمثيل الغذائي الذي يحدث للمركب في هذا المحصول.
تنتج شركة باير للكيماويات الزراعية حاليًا مركب الأكلونيفين وتبيعه تحت مجموعة متنوعة من الأسماء التجارية وفقًا للمحصول والتركيب، فمنها على سبيل المثال منتج بروكلوس الذي يستخدم في محصول القمح الشتوي، ومنتج إميرجر الذي يستخدم Emerger في محاصيل البطاطس. 
يستخدم مبيد الأكلونيفين عادة قبل ظهور الحشائش في المحصول، ويتحكم أو يقمع العديد من أنواع الحشائش مثل الحشائش الثعلبية الرفيعة، والأربيان صغير الكأس، والسرمق الأبيض، ولبلاب فالوب، و عند استخدامه بمعدلات تطبيق تبلغ 600 غرام من المكون الفعال لكل هكتار.
بدأ استخدام الأكلونيفين في المملكة المتحدة كمبيد أعشاب سابق للظهور في محاصيل البطاطس بعد سحب ترخيص مبيد اللينورون في عام 2017.